# Prémio Murasaki Shikibu
O Prémio (português europeu) ou Prêmio Murasaki Shikibu (português brasileiro) (紫式部文学賞, Murasaki Shikibu Bungakushō) é um prémio literário japonês atribuído anualmente a uma obra notável de língua japonesa por uma autora. Foi criado em 1991 na cidade de Uji, em Quioto, em homenagem à profunda ligação de Murasaki Shikibu com a respetiva cidade. A vencedora recebe um valor monetário de dois milhões de ienes, e uma estatueta de bronze.

## Vencedoras
| Ano  | Autora           | Obra | Editora                       | Data da publicação |
| ---- | ---------------- | --- | ----------------------------- | ------------------ |
| 1991 | Akiko Ishimaru   | Shikishi-naishinnō den – omokagebi towa Hōnen (式子内親王伝－面影びとは法然－)                                    | Asahi Shimbun                 | dezembro de 1989   |
| 1992 | Kaori Ekuni      | Kirakira hikaru (きらきらひかる)                                                                                  | Shinchosha                    | maio de 1991       |
| 1993 | Michiko Ishimure | Izayoi hashi (十六夜橋)                                                                                           | Komichi Shobo Publishing      | maio de 1992       |
| 1994 | Keiko Iwasaka    | Yodo ni chikai machi kara (淀川に近い町から)                                                                      | Kodansha                      | outubro de 1993    |
| 1995 | Banana Yoshimoto | Amurita (アムリタ)                                                                                                | Fukutake Publishing Co., Ltd. | janeiro de 1994    |
| 1996 | Sumie Tanaka     | Otto no shimatsu (夫の始末)                                                                                       | Kodansha                      | outubro de 1995    |
| 1997 | Kiyoko Murata    | Kanijo (蟹女) | Bungeishunjū                  | junho de 1996      |
| 1998 | Fumi Saito       | Saitō Fumi zenkashū (齋藤史全歌集)                                                                                | Daiwa Shobo                   | maio de 1997       |
| 1999 | Hiromi Kawakami  | Kamisama (神様)                                                                                                   | Chuokoron-Shinsha, Inc.       | setembro de 1998   |
| 2000 | Kazuko Saegusa   | Kusuko no kyō (薬子の京)                                                                                          | Kodansha                      | janeiro de 1999    |
| 2001 | Taeko Tomioka    | Orikuchi Shinobu Notebooks (釋迢空ノート)                                                                         | Iwanami Shoten Publishers     | outubro de 2000    |
| 2002 | Yuko Kawano      | Aruku (歩く) | Seijisha                      | outubro de 2001    |
| 2003 | Minako Oba       | Urayasu uta nikki (浦安うた日記)                                                                                  | Sakuhinsha                    | dezembro de 2002   |
| 2004 | Machi Tawara     | Aisuru Genji monogatari (愛する源氏物語)                                                                          | Bungeishunjū                  | julho de 2003      |
| 2005 | Yūko Tsushima    | Nara Report (ナラ・レポート)                                                                                      | Bungeishunjū                  | setembro de 2004   |
| 2006 | Kaho Nashiki     | Shōchi no aru mori o nukete (沼地のある森を抜けて)                                                                | Shinchosha                    | agosto de 2005     |
| 2007 | Akiko Baba       | Uta setsuwa no sekai (歌説話の世界)                                                                               | Kodansha                      | abril de 2006      |
| 2008 | Hiromi Itō       | Togenuki. shin Sugamo jizō engi (とげ抜き 新巣鴨地蔵縁起)                                                         | Kodansha                      | junho de 2007      |
| 2009 | Natsuo Kirino    | Joshinki (女神記)                                                                                                 | Kadokawa Shoten               | novembro de 2008   |
| 2010 | Mieko Kawakami   | Heaven (ヘヴン, Hevun)                                                                                            | Kodansha                      | setembro de 2009   |
| 2011 | Yoko Tawada      | Nisō to kyūppido no yumi (尼僧とキューピッドの弓)                                                                 | Kodansha                      | julho de 2010      |
| 2012 | Kunie Iwahashi   | Hyōden meiro Nogami Yaeko o nukete mori e (評伝 野上彌生子−迷路を抜けて森へ)                                      | Shinchosha                    | setembro de 2011   |
| 2013 | Mari Akasaka     | Tokyo Prison (東京プリズン)                                                                                       | Kawade Shobō Shinsha          | julho de 2012      |
| 2014 | Mayumi Mori      | Seitō no bōken on'na ga atsumatte zasshi o tsukuru to iu koto (『青鞜』の冒険 女が集まって雑誌をつくるということ) | Heibonsha                     | junho de 2013      |
| 2015 | Aiko Satō        | Banshō (晩鐘) | Bungeishunjū                  | dezembro de 2014   |
| 2016 | Toshiko Hirada   | Zaregoto no jiyū (戯れ言の自由)                                                                                   | Shichosha                     | outubro de 2015    |
| 2017 | Kikuko Tsumura   | Fuyū rei Burajiru (浮遊霊ブラジル)                                                                                | Bungeishunjū                  | outubro de 2016    |
| 2018 | Shion Mizuhara   | Epistole (えぴすとれー, Episutore)                                                                                | Hon'ami Shoten                | novembro de 2017   |
| 2019 | Kayoko Yamazaki  | Pan to no ichigo senka no Serubia, shokumotsu no kioku (パンと野いちご 戦火のセルビア、食物の記憶)                | Bungeishunjū                  | maio de 2018       |
| 2020 | Kyoko Nakajima   | Yumemiru teikoku toshokan (夢見る帝国図書館)                                                                      | Bungeishunjū                  | maio de 2019       |
| 2021 | Natsuko Kuroda   | Kumikyoku wasure kōji (組曲 わすれこうじ)                                                                         | Shinchosha                    | maio de 2020       |